# 神圣同盟 (法国)
神圣同盟（法語：Union Sacrée, 法語：[ynjɔ̃ sakʁe]），是描述一战期间法国各政党间政治休战的术语。即在一战期间，左翼政党同意不反对政府与举行罢工，站在民族政府一边，反对工人国际法国支部及让·饶勒斯的不参与资产阶级战争的反战立场。尽管社会主义运动的重要政党加入同盟，但一些工会成员如皮耶爾·莫納特仍反对它。
1914年8月3日，德国向法国宣战。次日，总理勒内·维维亚尼宣读了法兰西共和国总统雷蒙·普恩加莱撰写的讲话。

(“在即将到来的战争之中，法兰西将由它所有子女英勇捍卫，神圣同盟也不会在仇敌面前破裂”)。
“神圣同盟”可能是为了应对和平主义立场的工人国际法国支部威胁要举行总罢工，以及许多法国天主教徒感到被1905年法國政教分離法轻视之际建立团结的一次尝试。民族主义、反德宣传、以及收复阿尔萨斯-洛林的期望，为该同盟提供了进一步的动力。